# Comuna Grajduri, Iași
Grajduri (în trecut, Valea Satului) este o comună în județul Iași, Moldova, România, formată din satele Cărbunari, Corcodel, Grajduri (reședința), Lunca, Pădureni, Poiana cu Cetate și Valea Satului.

## Așezare
Comuna se află în marginea de sud a județului, la limita cu județul Vaslui. Este străbătută de șoseaua județeană DJ248, care o leagă spre nord de Ciurea și Iași (unde se termină în DN28) și spre sud de Scânteia și mai departe în județul Vaslui de Rebricea și Vulturești (unde se termină în DN25). Prin comună trece și calea ferată Iași-Vaslui, pe care este deservită de stația Grajduri.
În comuna Grajduri se află Poiana cu Schit, arie protejată de tip floristic, unde sunt ocrotite unele specii de plante de silvostepă, cum ar fi dumbățul, sulițica, pieptănărița și păiușul.

## Demografie
Componența etnică a comunei Grajduri
     Români (69,3%)
     Romi (9,57%)
     Alte etnii (0%)
     Necunoscută (21,13%)
Componența confesională a comunei Grajduri
     Ortodocși (76,21%)
     Penticostali (1,84%)
     Alte religii (0,68%)
     Necunoscută (21,26%)
Conform recensământului efectuat în 2021, populația comunei Grajduri se ridică la 3.687 de locuitori, în creștere față de recensământul anterior din 2011, când fuseseră înregistrați 3.563 de locuitori. Majoritatea locuitorilor sunt români (69,3%), cu o minoritate de romi (9,57%), iar pentru 21,13% nu se cunoaște apartenența etnică. Din punct de vedere confesional, majoritatea locuitorilor sunt ortodocși (76,21%), cu o minoritate de penticostali (1,84%), iar pentru 21,26% nu se cunoaște apartenența confesională.

## Politică și administrație
Comuna Grajduri este administrată de un primar și un consiliu local compus din 15 consilieri. Primarul, Constantin Zamfirache[*], de la Partidul Social Democrat, este în funcție din 2000. Începând cu alegerile locale din 2024, consiliul local are următoarea componență pe partide politice:
|  | Partid                          | Consilieri | Componența Consiliului | Componența Consiliului | Componența Consiliului | Componența Consiliului | Componența Consiliului | Componența Consiliului | Componența Consiliului | Componența Consiliului |
|  | ------------------------------- | ---------- | ---------------------- | ---------------------- | ---------------------- | ---------------------- | ---------------------- | ---------------------- | ---------------------- | ---------------------- |
|  | Partidul Social Democrat        | 8          |                        |                        |                        |                        |                        |                        |                        |                        |
|  | Partidul Național Liberal       | 3          |                        |                        |                        |                        |                        |                        |                        |                        |
|  | Alianța pentru Unirea Românilor | 2          |                        |                        |                        |                        |                        |                        |                        |                        |
|  | Partida Romilor „Pro Europa”    | 1          |                        |                        |                        |                        |                        |                        |                        |                        |
|  | Partidul Mișcarea Populară      | 1          |                        |                        |                        |                        |                        |                        |                        |                        |

## Istorie
La sfârșitul secolului al XIX-lea, comuna purta denumirea de Valea Satului, făcea parte din plasa Fundul a județului Vaslui și era formată din satele Grajdurile, Valea Satului, Ciocârlești și Cărbunari, plus micile așezări Golia, Cocordel și Lunca, având în total 1072 de locuitori. În comună existau o moară de vânt, o școală și o biserică. Anuarul Socec din 1925 consemnează comuna în plasa Codăești a aceluiași județ, având 1672 de locuitori în satele Cărbunari, Ciocârlești, Cocordel, Grajduri, Lingurari, Sperieți și Valea Satului, reședința comunei fiind satul Grajduri.
În 1950, comuna a fost transferată raionului Negrești din regiunea Iași iar în 1964, satul Sperieți a primit denumirea de Poienile. În 1968, a trecut la județul Iași, având alcătuirea actuală.

## Monumente istorice

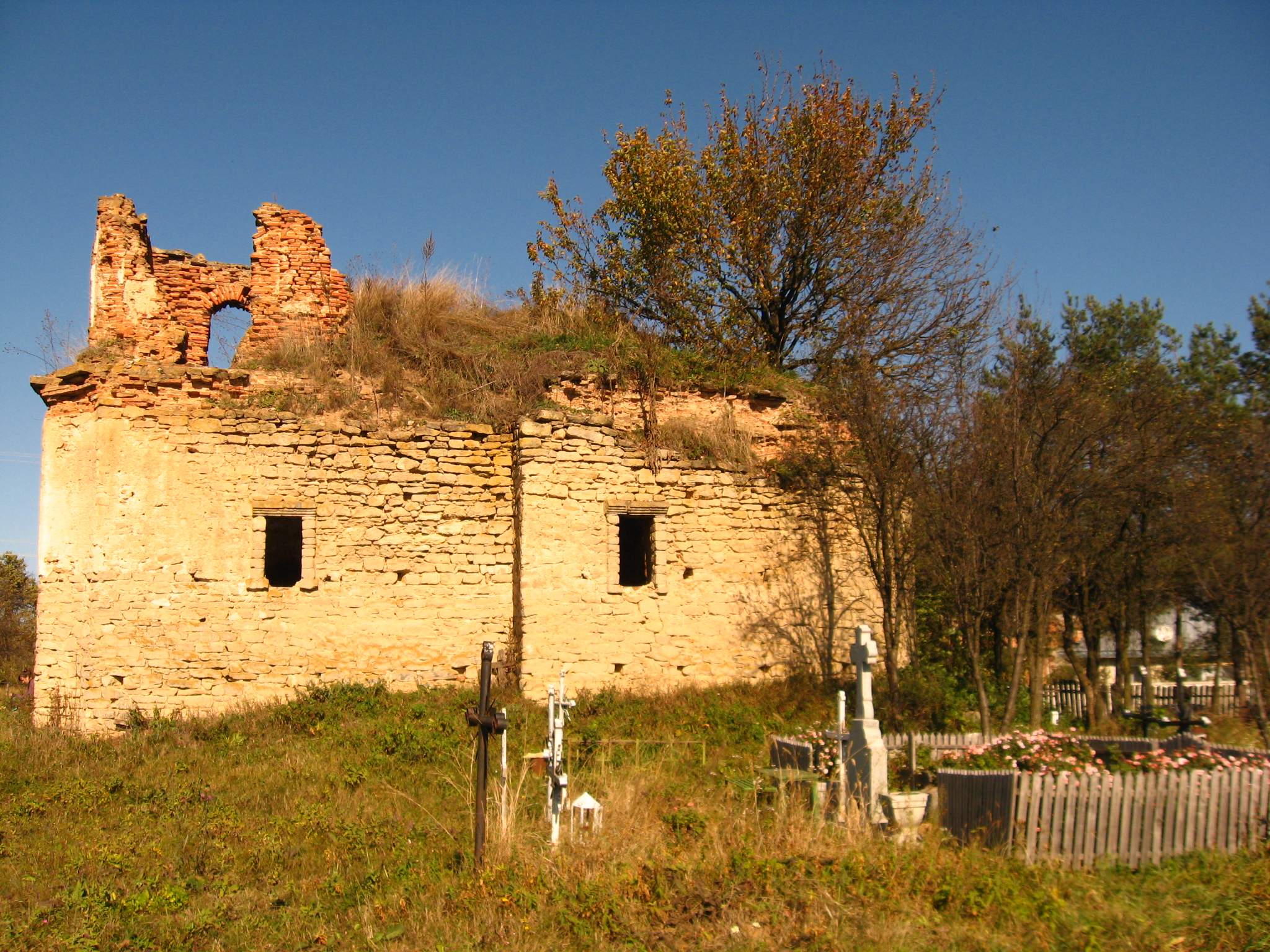
Biserica lui Cujbă din Poiana cu Cetate, monument istoric de interes local

Patru obiective din comuna Grajduri sunt incluse în lista monumentelor istorice din județul Iași ca monumente de interes local. Unul este un sit arheologic, aflat la „Cetate”, în marginea de nord-vest a satului Poiana cu Cetate, unde s-au găsit urme de așezări din eneolitic (cultura Cucuteni, faza A) și din perioada Latène. Celelalte trei sunt clasificate ca monumente de arhitectură: ruinele schitului din „Poiana cu schit” (circa secolul al XVII-lea) aflate în pădurea Borosești de lângă satul Grajduri; o casă datând din 1910 și aflată în satul Pădureni; și biserica lui Cujbă (secolul al XVII-lea) din Poiana cu Cetate.